# Leuctra auriensis
Leuctra auriensis är en bäcksländeart som beskrevs av Membiela Iglesia 1989. Leuctra auriensis ingår i släktet Leuctra och familjen smalbäcksländor. Inga underarter finns listade i Catalogue of Life.